# Kallstadt
Kallstadt település Németországban, Rajna-vidék-Pfalz tartományban. Lakosainak száma 1249 fő (2023. december 31.).

## Népesség
A település népességének változása:
| Lakosok száma | 1055 | 1225 | 1259 | 1224 | 1267 | 1249 |
|               | 1975 | 2017 | 2019 | 2021 | 2022 | 2023 |